# Kevin Rans
Kevin Rans (Ekeren, 19 augustus 1982) is een Belgische voormalige atleet, die gespecialiseerd was in het polsstokhoogspringen, maar die daarnaast ook uitstekend kon sprinten. Hij werd reeds op zijn zeventiende "de nieuwe Boebka" genoemd, maar kon die titel nooit volledig waarmaken op het internationale toneel. Wel werd hij meervoudig Belgisch kampioen en had hij vanaf 2007 gedurende tien jaar het Belgische outdoorrecord in handen in deze discipline. Indoor is hij sinds 2006 in het bezit van het nationale record. In april 2012 maakte Rans bekend om te stoppen met polsstokspringen.

## Biografie

### Eerste internationale successen
Zijn eerste grote internationale succes behaalde Rans in 2001. Nadat hij het jaar ervoor op de wereldkampioenschappen voor junioren bij het polsstokhoogspringen reeds een achtste plaats had behaald, veroverde hij in 2001 op de Europese jeugdkampioenschappen in het Italiaanse Grosseto twee zilveren medailles: bij het polsstokhoogspringen met een sprong van 5,50, een nieuw Belgisch jeugdrecord, en op de 200 m met een tijd van 20,89 s. Nog in datzelfde jaar werd hij uitgezonden naar de wereldkampioenschappen in Edmonton, waar hij deelnam als lid van de Belgische 4 x 100 m estafetteploeg. Samen met zijn teamgenoten Bongelo Bongelemba, Anthony Ferro en Erik Wijmeersch werd hij er vijfde in zijn serie in een tijd van 39,22, een nieuw Belgisch record.
In 2003 nam Rans deel aan de Europese kampioenschappen voor atleten onder de 23 jaar in het Poolse Bydgoszcz. Hij werd er bij het polsstokhoogspringen zesde met 5,15 m.

### Deelname EK's en WK's
Twee jaar later, in 2005, was Kevin Rans zowel present op de Europese indoorkampioenschappen in Madrid als op de wereldkampioenschappen van 2005 in Helsinki. In Madrid haalde hij ondanks een sprong over 5,40 de finale niet, maar in Helsinki lukte hem dit wel en werd hij met 5,35 tiende. Het jaar erna nam hij deel aan de wereldindoor- en de Europese kampioenschappen, maar wist zich telkens nipt niet te plaatsen voor de finale. Dit overkwam hem in 2007 ook op de WK in Osaka, waar hij met 5,40 als dertiende in de kwalificatieronde strandde.

### Nationale records
Zijn persoonlijk record van 5,70 sprong Kevin Rans in juli 2007 in de Nacht van de Atletiek in Heusden-Zolder. Dit was een evenaring van het Belgisch record, dat tot dan toe alleen Thibaut Duval in handen had. Hij is met 5,60 m ook recordhouder van het Belgische juniorenrecord polsstokhoogspringen. Die 5,60 was in 2001 goed voor de hoogste sprong ter wereld bij de junioren. Op die leeftijd sprong zelfs de legendarische Sergej Boebka, die later tientallen wereldrecords zou springen, zo hoog niet.
Rans was ook een goed sprinter. In 2001 won hij een bronzen medaille op de 200 m tijdens de Belgische kampioenschappen in de nieuwe Belgische jeugdrecordtijd van 20,82 s. Sindsdien liet hij de sprintnummers vallen om zich volop op het polsstokhoogspringen te kunnen concentreren. Op de Olympische Spelen van 2008 in Peking was zijn 5,45 niet voldoende om zich te plaatsen voor de finale.

### Wereldkampioen bij de militairen
Op 10 juni 2009 won Kevin Rans goud op de WK voor militairen in Sofia. Een dag eerder behaalde hij samen met Adrien Deghelt, Damien Broothaerts en Denis Goossens nog brons op de 4 x 100 m. Vervolgens werd op 11 juni 2009 bekendgemaakt, dat hij in maart 2009 bij de Europese indoorkampioenschappen in Turijn positief had getest op corticosteroïden. Daarvoor moest hij verschijnen voor het Vlaams Dopingtribunaal in Gent. Zijn sportief manager Bob Verbeeck (Golazo) had hem toen al ontslagen. Hij riskeerde een schorsing van twee jaar, samen met het verlies van zijn militaire wereldtitel. Op 23 december 2009 werd hij uiteindelijk vrijgesproken door het Vlaams dopingtribunaal. Deze beslissing werd echter teruggedraaid door de IAAF, die Kevin Rans voor drie maanden schorste, beginnende vanaf 12 maart 2010. Ook werden zijn prestaties van dat seizoen geschrapt. Hierdoor verloor hij zijn Belgisch indoorrecord (5,71 op 31 januari 2010 in Gent en op 5 maart 2010 in Liévin) en moest hij de limiet voor de EK in Barcelona opnieuw springen, wat hem niet lukte.
Daarna kon Rans zich in 2010 en 2011 niet meer bevestigen. Aan het eind van het seizoen viel hij voor het eerst in zijn carrière buiten de Belgische topdrie van het jaar. Hij beëindigde het seizoen met drie nulsprongen op de Memorial Van Damme 2011. Met 5,05 als seizoensbeste bleef hij liefst 66 cm onder zijn persoonlijk record. Vier landgenoten, onder wie één junior, deden beter.

### Privé
Kevin Rans is sinds 2022 PIT ambulancier in het ziekenhuis van VITAZ. Daarvoor werkte hij bij de Decathlon. Hij was beroepsatleet in het Belgisch leger.

## Belgische kampioenschappen
Outdoor
| Onderdeel            | Jaar                                     |
| -------------------- | ---------------------------------------- |
| polsstokhoogspringen | 2001, 2004, 2005, 2006, 2007, 2008, 2009 |

Indoor
| Onderdeel            | Jaar                         |
| -------------------- | ---------------------------- |
| polsstokhoogspringen | 2001, 2004, 2005, 2008, 2009 |

## Persoonlijke records
Outdoor
| Onderdeel            | Prestatie      | Datum            | Plaats         |
| -------------------- | -------------- | ---------------- | -------------- |
| 100 m                | 10,60 s        | 13 mei 2001      | Merksem        |
| 200 m                | 20,82 s        | 1 juli 2001      | Brussel        |
| 110 m horden         | 15,18 s        | 4 september 2004 | Merksem        |
| polsstokhoogspringen | 5,70 m (ex-NR) | 28 juli 2007     | Heusden-Zolder |
| verspringen          | 6,64 m         | 4 september 2004 | Merksem        |

Indoor
| Onderdeel            | Prestatie      | Datum            | Plaats  |
| -------------------- | -------------- | ---------------- | ------- |
| polsstokhoogspringen | 5,70 m (ex-NR) | 12 februari 2006 | Donetsk |

## Palmares

### 200 m
- 2001:  EK U20 - 20,89 s

### polsstokhoogspringen
- 2000: 8e WK U20 - 5,00 m
- 2001:  BK AC indoor - 5,32 m
- 2001:  EK U20 - 5,50 m
- 2001:  BK AC - 5,35 m
- 2003: 6e EK U23 - 5,15 m
- 2004:  BK AC indoor - 5,10 m
- 2004:  BK AC - 5,20 m
- 2005:  BK AC indoor - 5,62 m
- 2005:  BK AC - 5,40 m
- 2005:  Europacup B - 5,50 m
- 2005: 10e WK - 5,35 m
- 2006:  BK AC - 5,50 m
- 2006:  Europacup - 5,65 m
- 2007:  BK AC - 5,45 m
- 2008:  BK AC indoor - 5,30 m
- 2008:  BK AC - 5,25 m
- 2009:  BK AC indoor - 5,35 m
- 2009:  BK AC - 5,55 m
- 2009: 12e WK outdoor - 5,50 m
- 2010: 14e WK indoor - 5,45 m resultaat geschrapt wegens een dopingschorsing.
- 2010: 10e Memorial Van Damme - 5,35 m
- 2011: NM (No Mark) Memorial Van Damme